# У Цзысюй
У Цзысю́й (кит. упр. 伍子胥, Хубэй, ?—484 г. до н. э.) — китайский государственный деятель и военачальник, живший на рубеже VII—V вв. до н. э. Родился в княжестве Чу.
В результате интриг против наследника престола Цзяня, отец У Цзысюя — У Шэ, занимавший должность старшего наставника наследника, и старший брат У Цзысюя — У Шан — были казнены правителем Чу Пин-ваном (526—516 гг. до н. э.), а сам У Цзысюй бежал в княжество Сун (522 г. до н. э.), а затем в княжество У.
В княжестве У он, очевидно, принял непосредственное участие в заговоре наследника престола Гуана против правителя Ляо-вана (526—515 гг. до н. э.). Во всяком случае, Ляо-ван был убит по приказу Гуана неким Чжуан Чжу, которого Сыма Цянь называет «человеком У Цзысюя». Кроме того, после того, как Гуан занял престол под именем Хэлюя, У Цзысюй получил придворную должность синжэня и являлся одним из главных советников Хэлюя.
Очевидно, в немалой степени с влиянием У Цзысюя, мечтавшего отомстить за смерть отца и брата, связаны многочисленные войны Хэлюя с княжеством Чу (хотя сам Пин-ван к тому времени уже скончался). В 506 г до н. э. войска У заняли столицу Чу — город Ин. Правитель Чу, сын Пин-вана — Чжао-ван — бежал сначала в княжество Юнь, а затем в княжество Суй. У Цзысюй, которому не удалось захватить Чжао-вана, выкопал из могилы труп Пин-вана и дал ему триста плетей.
В 495 г. до н. э. Хэлюй был смертельно ранен во время неудачного сражения с ваном княжества Юэ — Гоуцзянем. На престол вступил наследник Фучай, который назначил своим тай-цзаем Бо Пи. Между Бо Пи и У Цзысюем развернулась борьба за влияние на Фучая, которую выиграл Бо Пи. Фучай послал У Цзысюю приказ покончить с собой. По преданию, прежде чем совершить самоубийство, У Цзысюй обвинил Фучая в неблагодарности и предрек скорую гибель княжества У. Узнав об этих словах, разгневанный Фучай приказал снять с покойника кожу, сделать из неё чучело и бросить в Янцзы. Дата гибели У Цзысюя датируется различными источниками по-разному. Сыма Цянь относит её к 485 г. до н. э., а «Цзочжуань» — к 484 г. до н. э.